# Lavoir du Coul d’Eau (Milly-la-Forêt)

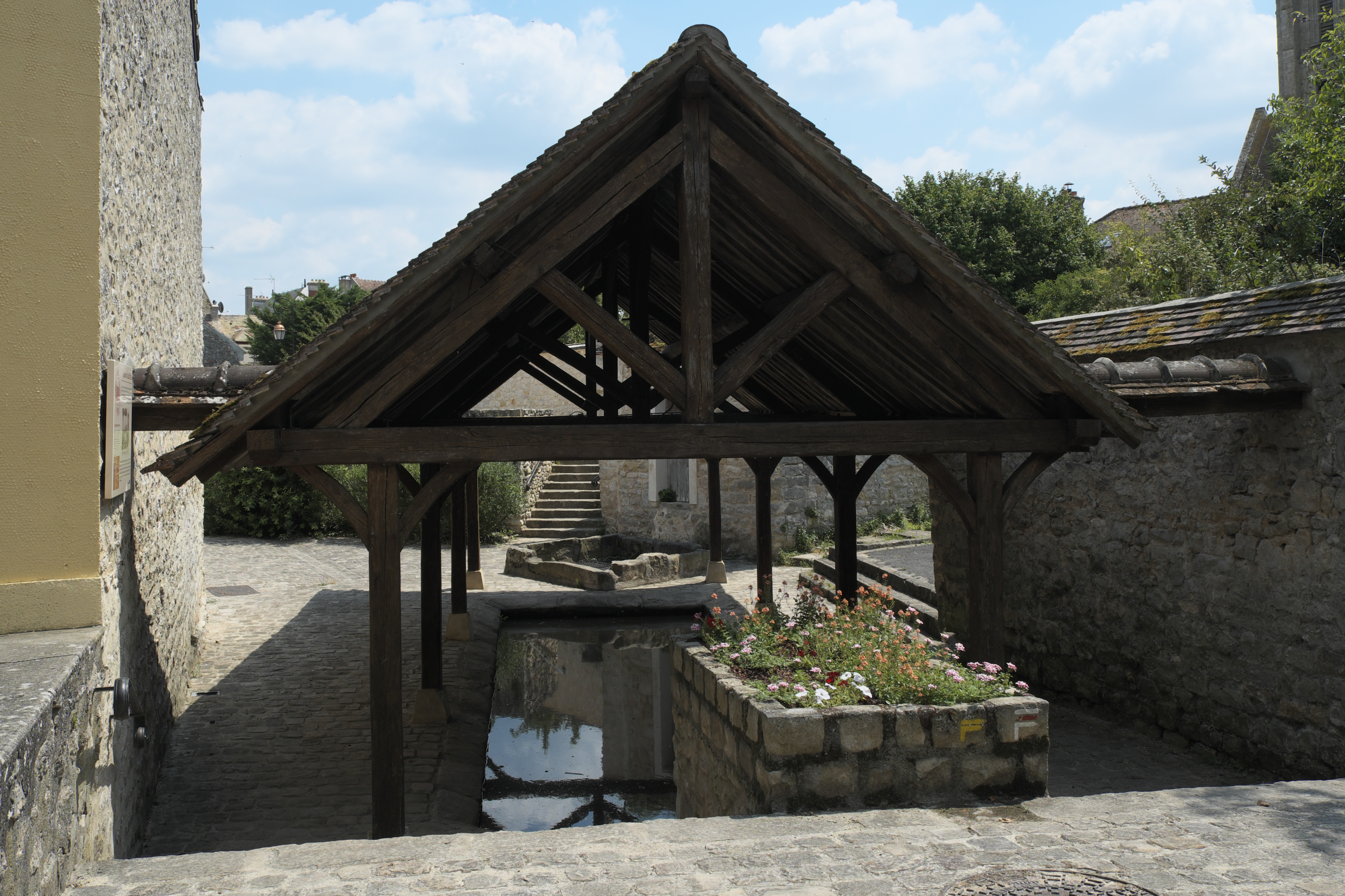
Waschhaus in Milly-la-Forêt

Das Lavoir du Coul d’Eau (französisch lavoir für Waschhaus) in Milly-la-Forêt, einer französischen Gemeinde im Département Essonne in der Region Île-de-France, wurde im 19. Jahrhundert errichtet.  
Das öffentliche Waschhaus in der Rue Notre-Dame wird von einer Quelle innerhalb des Waschhauses gespeist. Es wurde bis in die 1960er Jahre genutzt.
Die Holzkonstruktion über dem Wasserbecken wird von einem Satteldach mit flachen Ziegeln gedeckt.